# Родитељовање: о оптималном васпитању (књига)
Родитељовање: о оптималном васпитању је књига колумни Зорана Миливојевића објављена 2017. године у издању "Psihopolis institut" из Новог Сада. Ово је последња од четири објављене књиге у којима су сабрани текстови које је аутор објављивао у дневном листу "Политика".

## Аутор књиге
Зоран Миливојевић (1957) је др мед. психотерапеут с дугогодишњом праксом у индивидуалној, партнерској и групној терапији. Предаје на Универзитету Сигмунд Фројд у Бечу. Написао је неколико уџбеника и књига од којих се издвајају: Формуле љубави, Емоције, Игре које играју наркомани – Трансакциона анализа проблематичног узимања дрога. Заједно са Душаном Кецмановићем је објавио уџбеник Психијатрија, као и са Љубомиром Ерићем књиге Психотерапија, Сексуалне дисфункције и Динамичка психијатрија. У сарадњи са словеначким колегама објавио је илустровани приручник Мала књига за велике родитеље.Утемељио је социјалну психотерапију која користи медије којој је циљ да терапијске поруке допру до шире публике. У неколико књига: Уловити љубав, Психологике свакодневног живота, Психологичким списима и Родитељовање – о оптималном васпитању сабрао је текстове које је годинама објављивао у "Политици".
Живи и ради у Новом Саду и Љубљани.

## О књизи
Родитељовање: о оптималном васпитању је последња од укупно четири књиге у којима су сабрани текстови које је аутор објављивао у дневном листу "Политика" у којима се Миливојевић бави проблемима васпитања објављивани од марта 2009. до септембра 2017. Пре објављивања ове књиге сабране колумне из "Политике" објављене су у књизи Уловити љубав са текстовима од марта 2009. до септембра 2011, затим Психологике свакодневног живота са текстовима од септембра 2011. до септембра 2014. године, и Психологички списи: колумне из дневног листа Политика са текстовима од септембра 2014. до септембра 2017.
У књизи Родитељовање: о оптималном васпитању се налази избор текстова о васпитању које је аутор објављивао у "Политици" од 2009. до 2017. године. Издавач ове књиге се одлучио да колумне које се тичу проблема васпитања и односа родитеља и деце сабере у посебно издање које је намењено оним  читаоцима које занима искључиво ова тема. Миливојевић наглашава да је главни задатак родитеља да припреми дете за самостални живот у људском друштву, да га социјализују и подстакну самосталност. Разматра питања као што су: зашто је најважније научити дете да оно и његови поступци нису исто, како га научити да поштује и себе и друге, зашто је немогуће избећи конфликт родитељове и дететове воље, како га одгајати да постане функционални одрасли, како се поставити према тинејџеру...и многа друга. Књига осим одабраних текстова из "Политике" садржи предговор издавача, као и додатак са ауторским текстом др Миливојевића Телесно кажњавање деце – да, али разумно.